# Augmentatie-index
De augmentatie-index (Engels: augmentation index, AIx) is een maat voor de verhoging van de polsdruk als gevolg van terugkaatsingseffecten en is een voorspeller van hart- en vaatziekten. Bij het stijver worden van de slagaderen zijn terugkaatsingseffecten steeds eerder in de polsgolf (bloeddrukgolf) waar te nemen. Augmentatie is het fenomeen dat de polsdruk door deze effecten verhoogd wordt. Een maat hiervoor is de augmentatie-index (AIx).

## Berekening

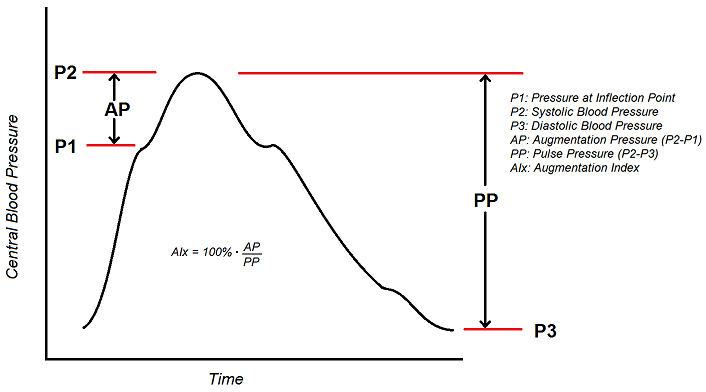
Determination of the augmentation index from the central pressure wave form.

De augmentatiedruk is het verschil tussen de hoogte van de tweede piek (systolische bloeddruk) en de hoogte van de eerste piek in de polsgolf (inflectiepunt of schouderpunt). De AIx is de augmentatiedruk (Augmentation Pressure, AP) gedeeld door de polsdruk (Pulse Pressure, PP) en wordt doorgaans uitgedrukt als percentage.
{\displaystyle AIx=100\%\cdot {\dfrac {AP}{PP}}}
Om te corrigeren voor de invloed van de hartslag, wordt soms de AIx berekend zoals deze zou zijn bij 75 hartslagen per minuut (AIx@75).
In soepele vaten, zoals de aorta bij jonge mensen, is er nog geen sprake van augmentatie. De eerste piek is dan het hoogst en weerspiegelt de systolische bloeddruk. Berekening van de AIx is in dat geval niet zinvol.

## Meetmethoden
De AIx van de polsgolf in het begin van de aorta (centrale AIx) is het meest significant in verband met het risico op hart- en vaatziekten. Om de centrale AIx te bepalen wordt meestal gebruikgemaakt van polsgolfanalyse (Pulse Wave Analysis, PWA). Daarbij wordt vanuit een bloeddruksignaal uit de periferie (bovenarm, pols of vinger) teruggerekend hoe de polsgolfvorm is ter hoogte van het begin van de aorta. Ook kan men als surrogaat voor de golfvorm in de aorta de polsgolf ter hoogte van de halsslagader registreren.

## Invloedsfactoren
- Leeftijd
- Lengte
- Geslacht
- Gemiddelde arteriële bloeddruk
- Hartfrequentie (pols)
- Polsgolfsnelheid
- Systemische vaatziekten

## Interpretatie
De centrale AIx wordt soms gebruikt als maat voor de vaatwandstijfheid. Omdat de AIx ook sterk wordt beïnvloed door andere factoren, wordt het als losstaande waarde niet aangeraden voor gebruik binnen het cardiovasculair risicomanagement. Het kan in combinatie met de polsgolfsnelheid van de aorta extra informatie geven over de bijdrage van vaatwandstijfheid aan de terugkaatsingseffecten van de polsgolf. De AIx is met name interessant voor mechanistische analyses binnen de pathofysiologie en de farmacologie.

## Behandeling
Bepaalde medicatie verlaagd de centrale AIx meer dan andere. Diuretica laten weinig of geen effect zien. Klassieke bètablokkers hebben ook weinig of geen effect. Ze lijken in bepaalde gevallen zelfs de AIx te verhogen. (De AIx wordt vaak hoger bij een tragere hartslag.) Nieuwe generatie bètablokkers geven betere resultaten. Calciumkanaalblokkers en blokkers van het renine-angiotensine-aldosteron-systeem verlagen de centrale AIx het meest effectief.